# 756
Вижте пояснителната страница за други значения на 756.

## Събития
През 756 г. се води сражение при крепост Маркели. Участници в него са България, начело с хан Винех, и Византия, начело с император Константин V Копроним. Хан Винех губи битката.